# 中津川市立落合中学校
中津川市立落合中学校（なかつがわしりつ おちあいちゅうがっこう）は、岐阜県中津川市にある公立中学校。
落合地区（落合及び瀬戸の一部）が校区であり、落合小学校の児童が進学する。

## 沿革
- 1947年（昭和22年）4月 - 恵那郡落合村に落合村立落合中学校として開校。落合小学校の校舎の一部を仮校舎とする。
- 1948年（昭和24年） - 校舎を新築。
- 1951年（昭和26年） - 校舎を増築。
- 1955年（昭和30年） - 校舎を増築。
- 1956年（昭和31年）9月30日 - 落合村が中津川市に編入される。同時に中津川市立落合中学校に改称する。
- 1981年（昭和56年） - 現在地に新築（鉄筋コンクリート造3階建）移転。